# Branka Raunig
Branka Raunig (geb. 1. Januar 1935 in Sarajevo; gest. 13. Juni 2008 in Bihać) war eine bosnische Archäologin, Prähistorikerin und Museumsdirektorin.

## Biographie
Branka Raunig kam 1935 in Sarajevo zur Welt und wuchs in Kraljevo auf. Sie studierte von 1954 bis 1958 Archäologie an der philosophischen Fakultät der Universität Belgrad unter anderen bei Branko Gavela.

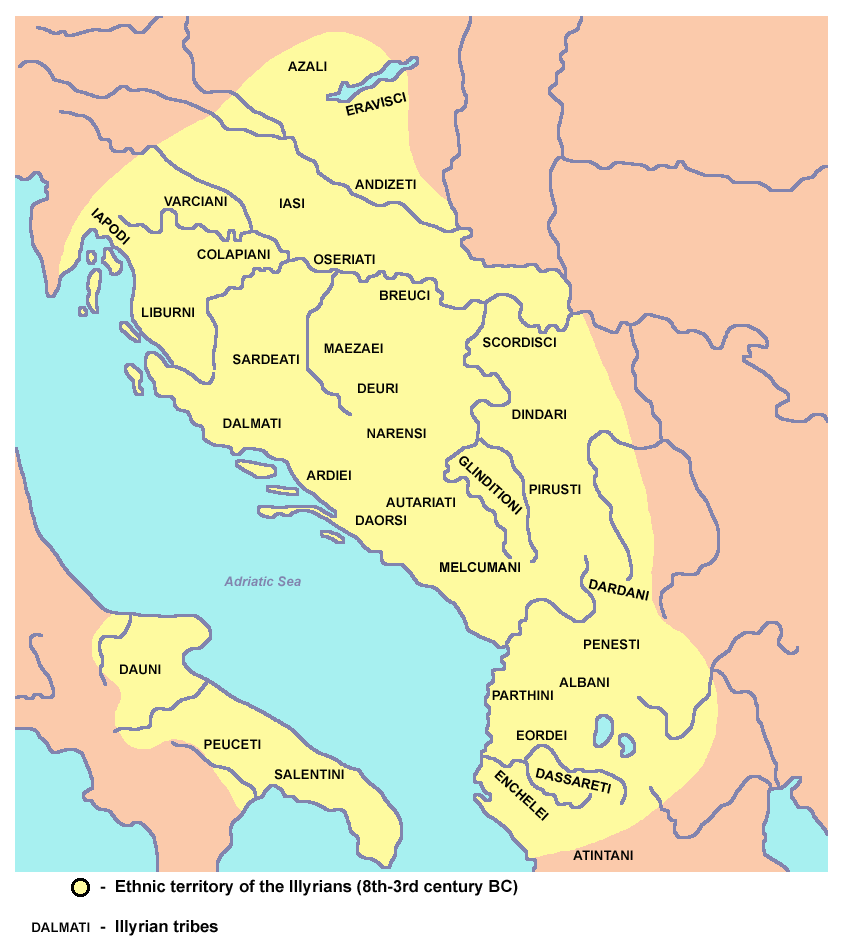
Illyrische Stämme zwischen dem 8. und 3. vorchr. Jhdt.

Nach ihrem Abschluss kehrte Raunig nach Bosnien-Herzegowina zurück, wo sie im Pounja Museum in Bihać arbeitete. Arbeitsschwerpunkt dort war die Auswertung von archäologischen Funden zur Kultur der keltischen Japoden. Diese lebten vom 2. vor- bis 2. nachchristlichen Jahrhundert im Bereich der nordkroatischen Küstenregion. 1963 wechselte Raunig ans Museum der Đakovo-Region in Nordostkroatien, wo sie weiter über die Japoden in Pounja arbeitete, der bosnisch-kroatischen Grenzregion am linken Una-Ufer. Zu diesem Thema verfasste sie 1971 auch ihre Masterarbeit („Grab- und Sakraldenkmäler aus japodischem Stein“). Von 1987 bis zu ihrem Ruhestand 1998 leitete sie das Pounja-Museum als Direktorin. 1992 promovierte sie über „Figurale Darstellungen in der Kultur der prähistorischen Japoden“.

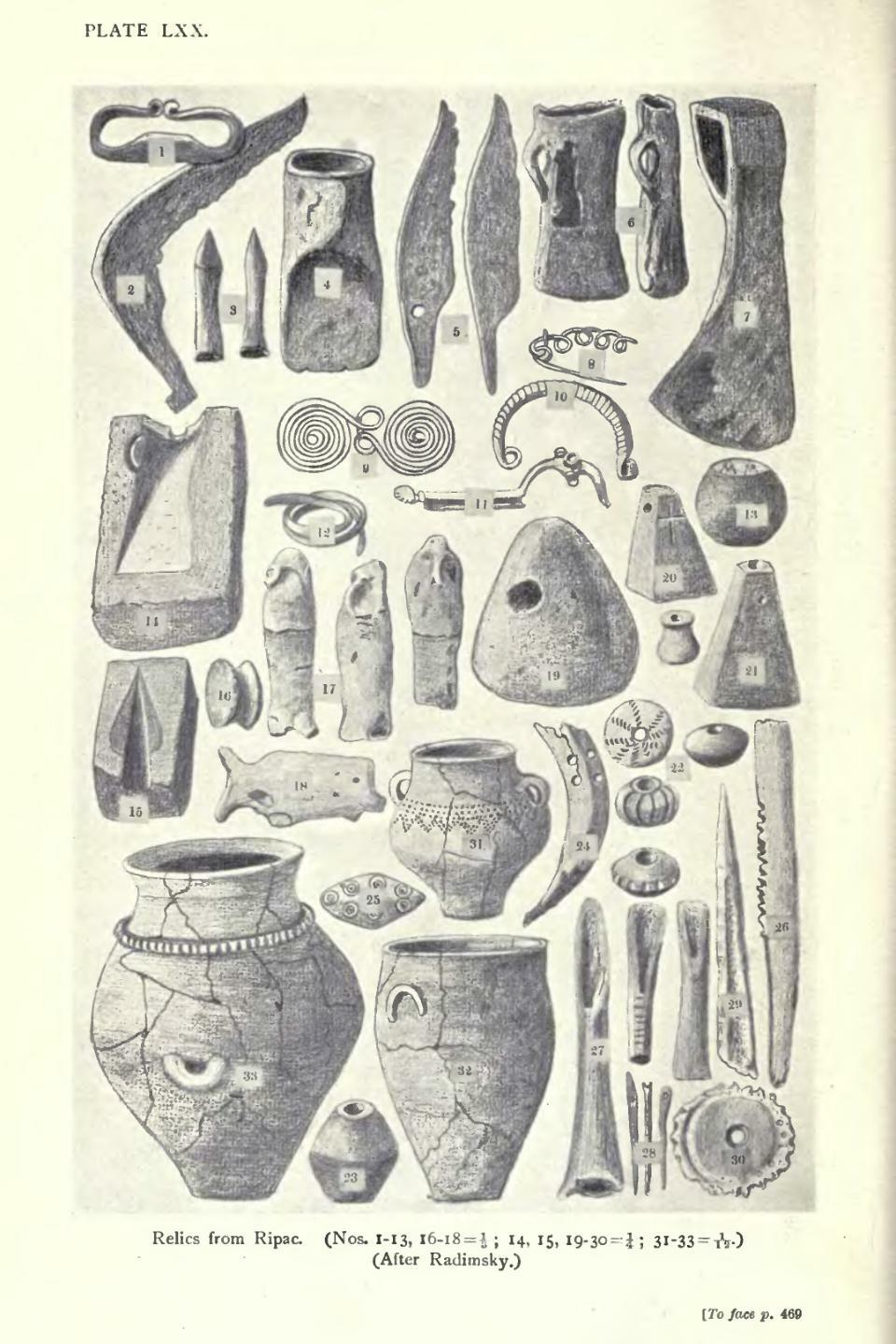
Japodische Keramik und Metallgegenstände aus Ripac

Während ihrer Berufstätigkeit leitete Raunig eine Reihe von Ausgrabungen und veröffentlichte viele Artikel über eine Reihe von Stätten in der Region darunter Crkvina Golubić, Vranduk, Pod, Gradina, Sojeničko und Gradiška. Sie untersuchte die Grabstätten in Đakovo und ordnete diese als römisch ein. Sie leitete auch Ausgrabungen, bei denen dort eine Moschee entdeckt wurde. Raunig interessierte sich für Funde aus den unterschiedlichsten Materialien. So verfasste sie eine Studie über Keramiken aus der Latènezeit, die in einem bedeutenden Grabungsfeld auf Krk entdeckt wurden, und untersuchte prähistorische Waffenfunde. Auch wenn Raunigs Hauptinteresse der Bosnischen Vorgeschichte galt, untersuchte sie auch mittelalterliche Grabungsstellen.
Raunig starb 2008 in Bihać an einer Lungenentzündung.